# Салта
За провинция Салта вижте Салта (провинция).
Са̀лта (на испански: Salta) е град в Аржентина.

## География
Разположен е в Северна Аржентина. Главен град е на едноименната провинция Салта. Население 464 678 жители от преброяването през 2001 г.

## История
Градът е основан на 16 април 1582 г. от испанския конкистадор Ернандо де Лерма.

## Икономика
Голям жп възел. Нефтопреработвателна, дървообработваща, хранителна и кожарска промишленост.

## Личности
Родени
- Лукресия Мартел (р. 1966), аржентинска киноактриса

Починали
- Хуан Карлос Давалос (1887-1959), аржентински писател

## Побратимени градове
- Сан Кристобал де ла Лагуна, Испания
- Икике, Чили
- Маракай, Венецуела
- Санта Крус де ла Сиера, Боливия